# Cigeľka
Cigeľka (in ungherese Cigelka, in tedesco Zettelhau, in ruteno Цигелка, traslitterato Cigelka) è un comune della Slovacchia facente parte del distretto di Bardejov, nella regione di Prešov. 
Abitato in prevalenza da ruteni e rom, si trova nella valle del torrente Oľchovec ai piedi del monte Busov (1.002 m s.l.m.) nei pressi del confine tra Slovacchia e Polonia. Vi è una chiesa cattolica di rito bizantino dedicata ai Santi Cosma e Damiano nel 1816, dove ha celebrato la sua messa novella il futuro eparca di Prešov, il beato Pavol Peter Gojdič.

## Storia
La prima menzione scritta di Cigeľka nella forma di Checleuagasa risale al 1414. Nei secoli successivi appartenne alla signoria dei Makovica. Nel XIX secolo il borgo è stato colpito dall'emigrazione verso il Nord America per ragioni economiche, nel 1947 una parte degli abitanti su richiesta delle autorità sovietiche si trasferì in Ucraina (in particolare nel villaggio Chomut, oggi Zelenyj Haj), da dove dagli anni sessanta fino all'inizio del XXI secolo la maggior parte è tornata gradualmente in Slovacchia.
Nel villaggio c'è un memoriale per le vittime della Seconda guerra mondiale, fra cui si ricordano in particolare i sette ragazzi giovani che sono stati inviati a combattere la guerra senza formazione adeguata e alcune famiglie ebree i cui membri morirono in campo di concentramento. Il monumento è stato inaugurato nel mese di ottobre 1989. L'autore è il pittore Mikuláš Lovacký.

## Acqua minerale
Vi è una sorgente di acqua minerale. L'Almanacco delle Terme della Cecoslovacchia dal 1949 menziona Cigeľka come un centro termale per curare le malattie dello stomaco, malattie respiratorie, cardiovascolari e malattie della pelle. Attualmente Cigeľka non ha lo status di città termale. Durante la Prima Repubblica accanto alle sorgenti di acqua minerale sorgevano le terme. Oltre alle sorgenti minerali di acqua minerale ci sono a Cigeľka decine di fonti di acqua acidula.

## Note

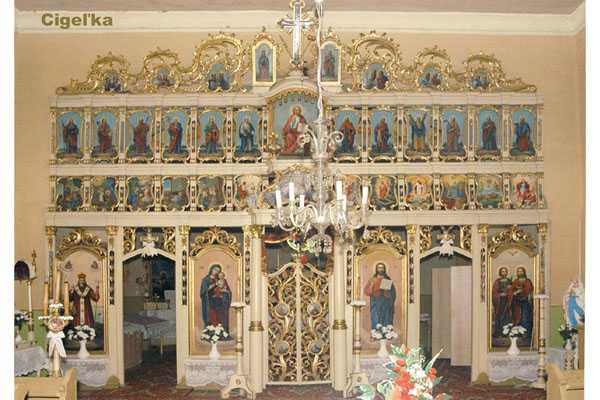
Iconostasi della chiesa dei Santi Cosma e Damiano
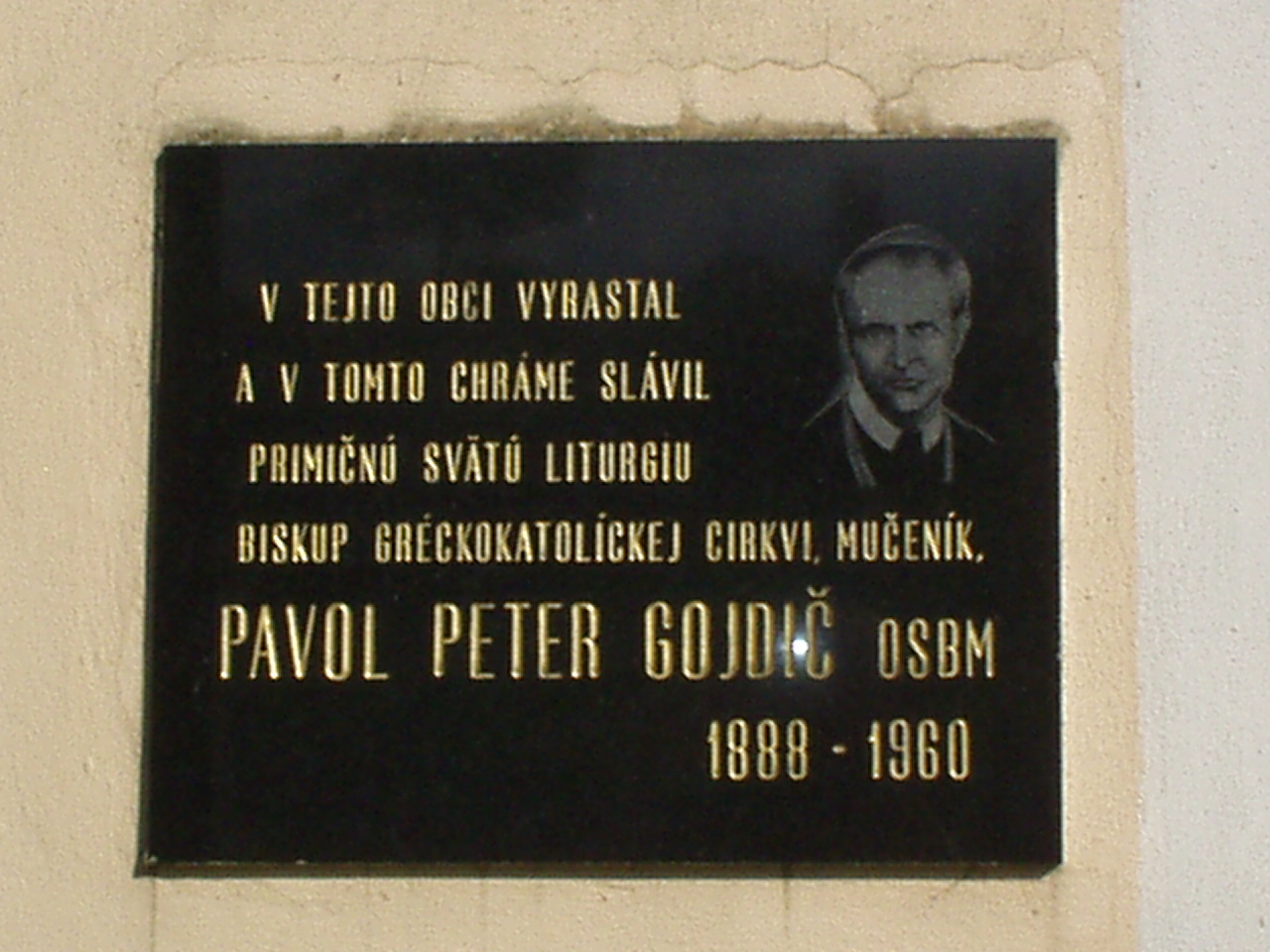
Lapide commemorativa sul muro della chiesa dei Santi Cosma e Damiano
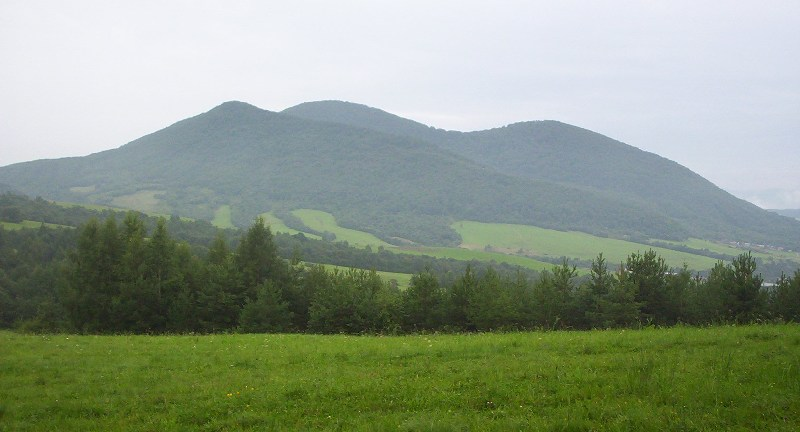
Il monte Busov presso Cigeľka